# Грапаволистни
Грапаволистни (Boraginaceae)  е семейство покритосеменни растения от групата на астеридите. В класификационната система на Кронкуист семейството е част от разред Lamiales, но съвременната класификация APG II го отделя от този разред и го определя като пряк член на клад еуастериди I.
Системата APG IV от 2016 г. класифицира Грапаволистните като едно семейство от разред Boraginales в рамките на астеридите.  При по-старата система на Кронквист е включен в Lamiales, но сега е ясно, че не е по-подобен на другите семейства в този ред, отколкото на семейства в няколко други астеридни разреда. Ревизия на Грапаволистните, също от 2016 г., разделя Boraginaceae на единадесет различни семейства:  Boraginaceae sensu stricto, Codonaceae, Coldeniaceae, Cordiaceae, Ehretiaceae, Heliotropiaceae, Hoplestigmataceae, Hydrophyllaceae, Lennoaceae, Namaceae и Wellstediaceae.
Тези растения имат алтернативно подредени листа или комбинация от редуващи се и срещуположни листа. Листните плочи обикновено имат тясна форма; много от тях са линейни или копиевидни. Те са с гладки ръбове или назъбени, а някои имат дръжки . Повечето видове имат двуполови цветя, но някои таксони са двудомни . Повечето опрашвания се извършват от хименоптери , като пчелите . Повечето видове имат съцветия , които имат навита форма, поне когато са нови, наречени скорпиони.  Цветето има обикновено петделна чашка. Венчето варира по форма от въртящо се до камбановидно до тръбесто, но обикновено има пет дяла. Може да бъде зелено, бяло, жълто, оранжево, розово, лилаво или синьо. Има пет тичинки и един стил с едно или две близалца. Плодът е костилка , понякога месест. 
Повечето членове на това семейство имат окосмени листа. Грубият характер на космите се дължи на цистолити от силициев диоксид и калциев карбонат. Тези косми могат да предизвикат неблагоприятна кожна реакция, включително сърбеж и обрив при някои хора, особено при хора, които боравят редовно с растенията, като градинари. При някои видове антоцианините карат цветята да променят цвета си от червено в синьо с възрастта. Това може да е сигнал за опрашителите, че цветето е старо и изчерпано от цветен прашец и нектар. 
Добре познатите членове на семейството включват:
- алканет (Alkanna tinctoria)
- пореч (Borago officinalis)
- окопник (Symphytum spp.)
- цигулка (Amsinckia spp.)
- незабравка (Myosotis spp.)
- geigertree (Cordia sebestena)
- зелен алканет (Pentaglottis sempervirens)
- хелиотропиум (Heliotropium spp.)
- Cynoglossum (Cynoglossum spp.)
- lungwort (Pulmonaria spp.)
- oysterplant (Mertensia maritima)
- лилава усойница/Salvation Jane (Echium plantagineum)
- Сибирски буглос (Brunnera macrophylla)
- усойница (Echium vulgare)

## Родове
- Actinocarya
- Adelocaryum
- Afrotysonia
- Alkanna – Айважива
- Amblynotus
- Amphibologyne
- Amsinckia
- Anchusa – Винче
- Ancistrocarya
- Anoplocaryum
- Antiotrema
- Antiphytum
- Arnebia
- Asperugo
- Auxemma
- Borago – Пореч
- Bothriospermum
- Bourreria
- Brachybotrys
- Brunnera
- Buglossoides
- Caccinia
- Carmona
- Cerinthe
- Chionocharis
- Choriantha
- Cordia
- Craniospermum
- Cryptantha
- Cynoglossopsis
- Cynoglossum
- Cynoglottis
- Cysostemon
- Dasynotus
- Decalepidanthus
- Echiochilon
- Echiostachys
- Echium – Усойниче
- Ehretia
- Elizaldia
- Embadium
- Eritrichium
- Gastrocotyle
- Gyrocaryum
- Hackelia
- Halacsya
- Halgania
- Harpagonella
- Heliocarya
- Heliotropium – Подсунка
- Heterocaryum
- Huynhia
- Ivanjohnstonia
- Ixorhea
- Lacaitaea
- Lappula
- Lasiarrhenum
- Lasiocaryum
- Lepechiniella
- Lepidocordia
- Lindelophia
- Lithodora
- Lithospermum
- Lobostemon
- Macromeria
- Maharanga
- Mairetis
- Mattiastrum
- Mertensia
- Metaeritrichium
- Microcaryum
- Microula
- Mimophytum
- Moltkia
- Moltkiopsis
- Moritzia
- Myosotidium
- Myosotis – Незабравка
- Neatostema
- Nesocaryum
- Nogalia
- Nomosa
- Nonea
- Ogastemma
- Omphalodes
- Omphalolappula
- Omphalotrigonotis
- Onosma
- Onosmodium
- Oxyosmyles
- Paracaryum
- Pardoglossum
- Patagonula
- Pectocarya
- Pentaglottis
- Perittostema
- Phacelia
- Plagiobothrys
- Pseudomertensia
- Psilolaemus
- Pteleocarpa
- Pulmonaria – Медуница
- Rindera
- Rochefortia
- Rochelia
- Rotula
- Saccellium
- Scapicephalus
- Selkirkia
- Sericostoma
- Sinojohnstonia
- Solenanthus
- Stenosolenium
- Stephanocaryum
- Suchtelenia
- Symphytum
- Thaumatocaryum
- Thyrocarpus
- Tianschaniella
- Tiquilia
- Tournefortia
- Trachelanthus
- Trachystemon
- Trichodesma
- Trigonocaryum
- Trigonotis
- Ulugbekia
- Valentiniella